# هوخدورف
هوخدورف (به آلمانی: Hochdorf) یک منطقهٔ مسکونی در آلمان است که در هوخدورف-آسنهایم واقع شده‌است.